# 月は上りぬ
『月は上りぬ』（つきはのぼりぬ）は、1955年に公開された田中絹代監督の日本映画。モノクロ、スタンダードサイズ。
女優の田中絹代が監督した6作品のうちの第2作。
2021年の第74回カンヌ国際映画祭クラシック部門に選出された。
また、同年の第34回東京国際映画祭 日本映画クラシックス 田中絹代監督特集で上映された。

## スタッフ
- 製作 - 児井英生
- 企画 - 日本映画監督協会
- 監督 - 田中絹代
- 脚本 - 斎藤良輔、小津安二郎
- 撮影 - 峰重義
- 音楽 - 斎藤高順
- 美術 - 木村威夫
- 録音 - 神谷正和
- 照明 - 藤林甲
- 編集 - 近藤光雄[5]
- 助監督 - 齋藤武市
- 製作主任 - 林本博佳

## キャスト
- 笠智衆 - 浅井茂吉[1]
- 佐野周二 - 高須俊介[1]
- 山根壽子 - 浅井の娘 長女千鶴[5]
- 杉葉子 - 浅井の娘 次女綾子[5]
- 北原三枝 - 浅井の娘 三女節子[5]
- 三島耕 - 雨宮渉[1]
- 安井昌二 - 安井昌二[1]
- 田中絹代 - 浅井家の下働き米や[5]
- 増田順二 - 田中豊[1]
- 小田切みき - 浅井家の女中文や[5]
- 汐見洋 - 禅寺の住持慈海[1]

## テレビドラマ
テレビドラマでリメイクされている。
以下の放送日時、テレビ局名、番組名、出演者名は、テレビドラマデータベースに従った。
- 1962年6月21日、28日 22:30 - 23:15、NTV『武田ロマン劇場』で放送。出演は大空真弓、杉浦直樹、河内桃子、松本朝夫、大塚道子、北竜二、有田紀子。
- 1964年11月8日 22:00 - 23:00、NET『明星女性劇場』で放送。出演は南風洋子、清水まゆみ、十朱幸代、加藤嘉、沢本忠雄、増田順司。